# Botschaft Madagaskars in Deutschland

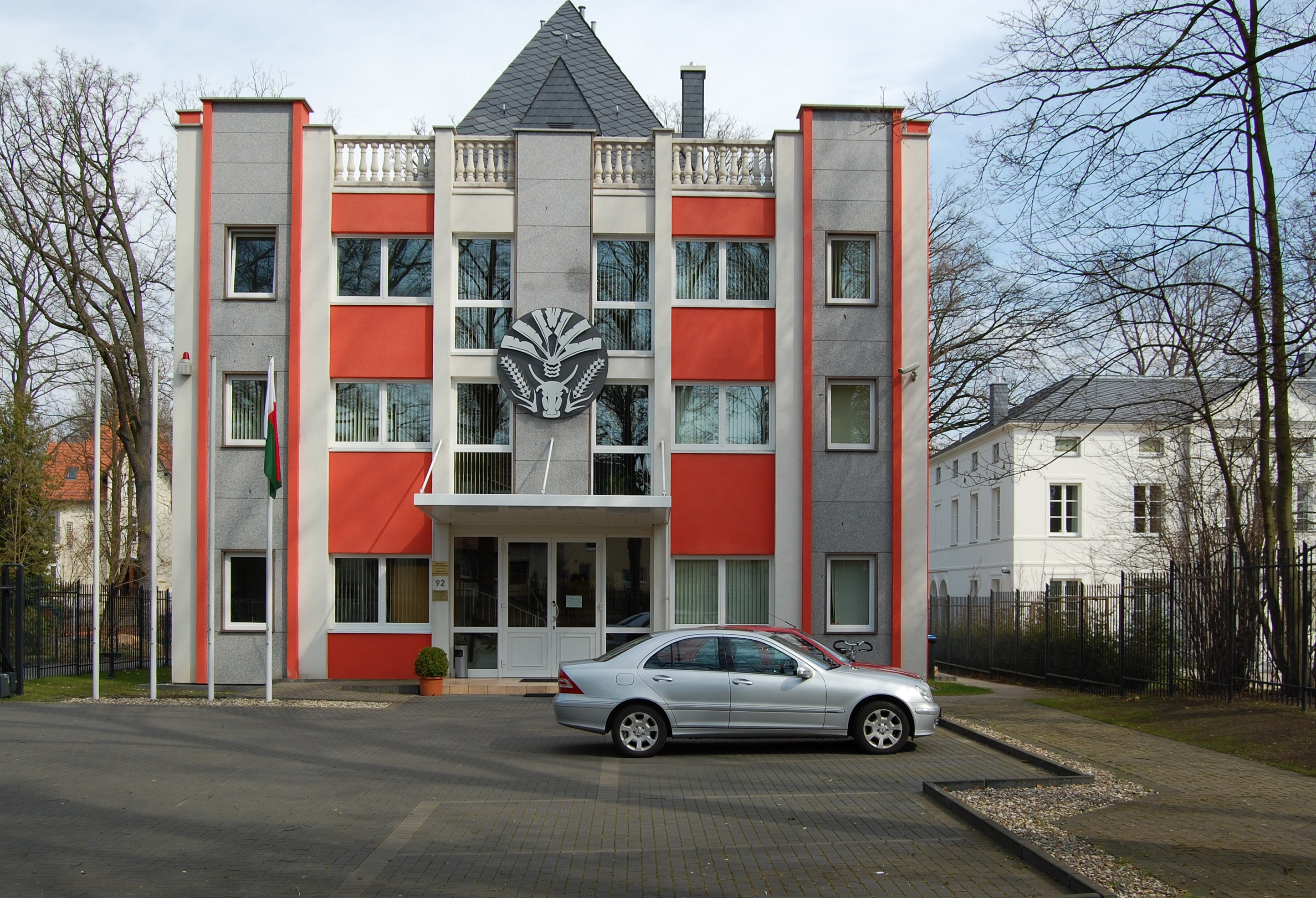
Botschaft in Falkensee

Die Botschaft Madagaskars in Deutschland ist die diplomatische Vertretung Madagaskars in der Bundesrepublik Deutschland. Sie befindet sich in der brandenburgischen Stadt Falkensee im Randbereich Berlins an der Seepromenade 92 am Ufer des Falkenhagener Sees. Sie ist neben der Botschaft Lesothos in Teltow die einzige außerhalb Berlins ansässige Botschaft.

## Geschichte der diplomatischen Beziehungen
Madagaskar unterhält seit 1961, kurz nachdem das Land 1960 seine staatliche Unabhängigkeit von Frankreich erhalten hatte, diplomatische Beziehungen mit der Bundesrepublik Deutschland. Die erste Botschaft des Staates befand sich in der damaligen Bundeshauptstadt Bonn in einem eigens errichteten Kanzleigebäude im Ortsteil Rüngsdorf.
Mit dem deutschen Regierungsumzug nach Berlin verlegte auch Madagaskar seine Botschaft und fand in Falkensee nahe Berlin ein geeignetes Grundstück. Nach einigen Bauarbeiten wurde der neue Botschaftssitz im Dezember 2001 eröffnet. Im Jahr 2003 wurde auch die Kanzlei eingeweiht und unterhält seitdem freundschaftliche Beziehungen mit der Stadtverwaltung von Falkensee.
Zwischen dem 21. Januar 2003 und Februar 2006 war Radafiarisoa Léa Raholinirina die akkreditierte Botschafterin Madagaskars. Von März 2006 bis etwa Ende 2009 vertrat Alphonse Ralison die Republik Madagaskar diplomatisch, früher Minister für Touristik und auch Minister für Wirtschaft in seinem Land. Seit Juni 2016 nimmt Florence Isabelle Rafaramalala die Aufgaben als Botschaftsrätin von Madagaskar in Deutschland wahr und löste damit Lea Raholinirina ab.

## Struktur der Botschaft
Mit folgender Organisation werden die bilateralen Beziehungen zwischen Deutschland und Madagaskar bezüglich personeller und geschäftlicher Angelegenheiten unterstützt:
- Diplomatische und konsularische Abteilung
- Wirtschaftliche und touristische Abteilung
- Kulturabteilung
- Soziale Abteilung
- Abteilung Kommunikation
- Abteilung für Finanzwesen und Logistik.

In drei deutschen Bundesländern, in Österreich und in skandinavischen Staaten arbeiten im Auftrag des Staates Madagaskar Honorarkonsule.
Der Botschafter wird jeweils für einen Zeitraum von drei Jahren berufen.
Die Botschaft nimmt neben Deutschland auch für folgende europäische Länder die diplomatischen Geschäfte wahr: Dänemark, Estland, Island, Litauen, Österreich, Polen, Slowakei, Tschechien und Ungarn.

## Architektur
Mit dem Bau des Botschaftsgebäudes Madagaskars sowie der ebenfalls auf dem Grundstück errichteten Residenz des Botschafters wurde der madagassische Architekt Henri Randrianarisoa beauftragt, die Realisierung erfolgte durch die deutsche Fundamenta Baupartner GmbH. Randrianarisoa orientierte sich bei der Konzeption vor allem an dem im 17. Jahrhundert errichteten Königspalast in Antananarivo, der Hauptstadt von Madagaskar, und ergänzte Elemente der Kolonialzeit sowie moderner madagassischer Bauart. Der für die Merina-Dynastie zentrale Königspalast stellt das wichtigste weltliche und religiöse Symbol des Landes dar.
Das Botschaftsgebäude besitzt drei Geschosse und eine nahezu quadratische Grundfläche, die durch die vier Risalitelemente an den Ecken betont wird. Das gesamte Haus ist in einem kräftigen roten Erdton gehalten, um die ziegelrote Erde des Landes zu symbolisieren. Die Vorderseite wird durch den zentralen Eingangsbereich bestimmt, über dem eine an das Wappen Madagaskars angelehnte große Plakette angebracht ist. Den Fassadenabschluss bildet eine Balustrade aus kleinen Säulen im europäischen Barockstil. Dahinter erhebt sich ein für die madagassische Bauart typisches steiles und geschindeltes Zeltdach.